# Сіганоура-Мару
Сіганоура-Мару (Shiganoura Maru) — транспортне судно, яке під час Другої світової війни брало участь у операціях японських збройних сил у Мікронезії.
Сіганоура-Мару спорудили в 1942 році на верфі компанії Mitsubishi в Йокогамі для компанії Mitsubishi Kisen.
У якийсь момент судно реквізували для потреб Імперського флоту Японії.
Відомо, що на початку січня 1943-го Сіганоура-Мару у складі конвою здійснило рейс між затокою Ямада (північно-східне узбережжя Хонсю) та портом Муроран (південне узбережжя Хоккайдо)
На початку травня 1943-го судно пройшло з Такао (наразі Гаосюн на Тайвані) до японського порту Моджі в конвої № 285, а на початку липня судно знову було в Такао, звідки здійснило 10—15 липня рейс до Моджі з конвоєм № 280.
3—19 серпня 1943-го Сіганоура-Мару пройшло у складі конвою № 3803 з Йокосуки на атол Трук у центральній частині Каролінських островів (тут ще до війни створили головну базу японського ВМФ у Океанії). 27 серпня — 1 вересня судно перейшло далі на схід на атол Кваджелейн (Маршаллові острови) з конвоєм № 5872, а 18—25 вересня повернулось на Трук в конвої № 6188. 3—12 жовтня Сіганоура-Мару здійснило рейс до Йокосуки в конвої № 4003.
23 листопада 1943-го Сіганоура-Мару знову попрямувало з Йокосуки на Трук, цього разу в конвої № 3123. 29 листопада за сім сотень кілометрів на північний захід від Маріанських островів одна з двох торпед, випущених американським підводним човном USS Snook по кораблю ескорту, поцілила Сіганоура-Мару в кормову частину. Транспорт втратив хід та був добитий ще двома торпедами USS Snook.